# Hoya aldrichii
Hoya aldrichii is een plant uit de maagdenpalmfamilie (Apocynaceae).
De plant wordt gevonden in Maleisië. Het is een klimplant met uitlopers waarvan de ranken zich slingeren om andere planten en heesters. De plant heeft vrij grote glanzende bladeren met een duidelijke beadering. De structuur van de bladeren is stevig en zeer succulent en hardgroen van kleur. De bladeren zijn 8 tot 12 centimeter lang en 4 tot 6 centimeter breed.
De bloeiwijze verschijnt in trossen witrose ronde bloemen met een donkerroodrose hart. Per tros bevinden zich twintig tot dertig bloemen die dicht op elkaar staan.